# Eupeodes latifasciatus
Eupeodes latifasciatus là một loài ruồi trong họ Ruồi giả ong (Syrphidae). Loài này được Macquart mô tả khoa học đầu tiên năm 1829. Eupeodes latifasciatus phân bố ở vùng Cổ Bắc giới (Đan Mạch)